# Metapolycope hartmanni
Metapolycope hartmanni är en kräftdjursart som beskrevs av Louis S. Kornicker och van Morkhoven 1976. Metapolycope hartmanni ingår i släktet Metapolycope och familjen Polycopidae. Inga underarter finns listade i Catalogue of Life.